# Elezioni comunali in Piemonte del 2001
Il 13 maggio 2001 (con ballottaggio il 27 maggio) in Piemonte si tennero le elezioni per il rinnovo di numerosi consigli comunali. 

## Riepilogo Sindaci Eletti
| Provincia          | Comune | Sindaco uscente | Sindaco uscente        | Sindaco eletto | Sindaco eletto              | Primo turno | Primo turno             | Secondo turno | Secondo turno | Seggi   |         |       |         |
| ------------------ | ------ | --------------- | ---------------------- | -------------- | --------------------------- | ----------- | ----------------------- | ------------- | ------------- | ------- | ------- | ----- | ------- |
| Provincia          | Comune | Torino          | Torino                 |                | Valentino Castellani (Ind.) |             | Sergio Chiamparino (DS) | 269.435       | 44,90         | Seggi   | 285.991 | 52,82 | 30 / 50 |
| Carmagnola         |        | Torino          | Angelo Elia (DS)       |                | Angelo Elia (DS)            | 7.873       | 45,95                   | 7.935         | 50,42         | 10 / 20 |         |       |         |
| Cirié              |        | Torino          | Luigi Chiappero (DL)   |                | Luigi Chiappero (DL)        | 7.087       | 55,61                   | _             | _             | 12 / 20 |         |       |         |
| Pinerolo           |        | Torino          | Alberto Barbero (DS)   |                | Alberto Barbero (DS)        | 12.651      | 54,14                   | _             | _             | 18 / 30 |         |       |         |
| San Mauro Torinese |        | Torino          | Angelo Santoro (DS)    |                | Giacomo Coggiola (FI)       | 5.942       | 45,89                   | 6.113         | 54,78         | 12 / 20 |         |       |         |
| Novara             | Novara |                 | Giovanni Correnti (DS) |                | Massimo Giordano (LN)       | 34.155      | 50,76                   | _             | _             | 24 / 40 |         |       |         |

## Torino

### Torino
| Candidati                           | Candidati                     | II turno             | II turno          | I turno | I turno | Liste                                | Voti    | %     | Seggi |
| Candidati                           | Candidati                     | Voti                 | %                 | Voti    | %       | Liste                                | Voti    | %     | Seggi |
| ----------------------------------- | ----------------------------- | -------------------- | ----------------- | ------- | ------- | ------------------------------------ | ------- | ----- | ----- |
|                                     | Sergio Chiamparino ✔️ Sindaco | 285 991              | 52,82             | 269 435 | 44,90   | La Margherita - Alleanza per Torino  | 88 382  | 18,43 | 14    |
| Democratici di Sinistra             | Sergio Chiamparino ✔️ Sindaco | 285 991              | 52,82             | 269 435 | 44,90   | 80 759                               | 16,84   | 13    |       |
| Partito dei Comunisti Italiani      | Sergio Chiamparino ✔️ Sindaco | 285 991              | 52,82             | 269 435 | 44,90   | 12 274                               | 2,56    | 2     |       |
| Federazione dei Verdi               | Sergio Chiamparino ✔️ Sindaco | 285 991              | 52,82             | 269 435 | 44,90   | 6 356                                | 1,33    | 1     |       |
| Socialisti Democratici Italiani     | Sergio Chiamparino ✔️ Sindaco | 285 991              | 52,82             | 269 435 | 44,90   | 4 558                                | 0,95    | –     |       |
| Pensionati Torino                   | Sergio Chiamparino ✔️ Sindaco | 285 991              | 52,82             | 269 435 | 44,90   | 2 491                                | 0,52    | –     |       |
|                                     | Roberto Rosso                 | 255 450              | 47,18             | 266 704 | 44,44   | Forza Italia                         | 154 773 | 32,27 | 14    |
| Alleanza Nazionale                  | Roberto Rosso                 | 255 450              | 47,18             | 266 704 | 44,44   | 37 413                               | 7,80    | 3     |       |
| Lega Nord                           | Roberto Rosso                 | 255 450              | 47,18             | 266 704 | 44,44   | 11 259                               | 2,35    | 1     |       |
| CCD - CDU                           | Roberto Rosso                 | 255 450              | 47,18             | 266 704 | 44,44   | 8 986                                | 1,87    | –     |       |
| Nuovo PSI                           | Roberto Rosso                 | 255 450              | 47,18             | 266 704 | 44,44   | 4 327                                | 0,90    | –     |       |
| Verdi Verdi                         | Roberto Rosso                 | 255 450              | 47,18             | 266 704 | 44,44   | 4 067                                | 0,85    | –     |       |
| Partito Pensionati                  | Roberto Rosso                 | 255 450              | 47,18             | 266 704 | 44,44   | 2 278                                | 0,47    | –     |       |
| Noi per Torino                      | Roberto Rosso                 | 255 450              | 47,18             | 266 704 | 44,44   | 1 610                                | 0,34    | –     |       |
| Partito Liberale                    | Roberto Rosso                 | 255 450              | 47,18             | 266 704 | 44,44   | 1 607                                | 0,34    | –     |       |
| Comitati per la Rinascita di Torino | Roberto Rosso                 | 255 450              | 47,18             | 266 704 | 44,44   | 994                                  | 0,21    | –     |       |
| Movimento Federativo Italiano       | Roberto Rosso                 | 255 450              | 47,18             | 266 704 | 44,44   | 640                                  | 0,13    | –     |       |
| Seggio di coalizione                | Seggio di coalizione          | Seggio di coalizione | 47,18             | 266 704 | 44,44   | 1                                    |         |       |       |
|                                     | Marilde Provera               | Marilde Provera      | Marilde Provera   | 18 431  | 3,07    | Partito della Rifondazione Comunista | 17 002  | 3,54  | –     |
| Seggio di coalizione                | Seggio di coalizione          | Seggio di coalizione | Marilde Provera   | 18 431  | 3,07    | 1                                    |         |       |       |
|                                     | Andrea Buquicchio             | Andrea Buquicchio    | Andrea Buquicchio | 14 145  | 2,36    | Italia dei Valori                    | 13 084  | 2,73  | –     |
|                                     | Gianfranco Rosso              | Gianfranco Rosso     | Gianfranco Rosso  | 13 362  | 2,23    | Comitato Torino Libera               | 10 993  | 2,29  | –     |
|                                     | Silvio Viale                  | Silvio Viale         | Silvio Viale      | 9 071   | 1,51    | Lista Emma Bonino                    | 7 765   | 1,62  | –     |
|                                     | Paolo Ferraris                | Paolo Ferraris       | Paolo Ferraris    | 3 585   | 0,60    | Democrazia Europea                   | 3 230   | 0,67  | –     |
|                                     | Giorgio Bissacco              | Giorgio Bissacco     | Giorgio Bissacco  | 2 763   | 0,46    | Fiamma Tricolore                     | 2 465   | 0,51  | –     |
|                                     | Liliana Cavallo               | Liliana Cavallo      | Liliana Cavallo   | 1 095   | 0,18    | Pensionati per l'Europa              | 950     | 0,20  | –     |
|                                     | Paola Balestra                | Paola Balestra       | Paola Balestra    | 932     | 0,16    | Partito Umanista                     | 776     | 0,16  | –     |
|                                     | Eugenio Gastaldi              | Eugenio Gastaldi     | Eugenio Gastaldi  | 593     | 0,10    | Socialismo Liberale Progressista     | 600     | 0,13  | –     |
| Totale                              | Totale                        | 541 441              | 100               | 600 116 | 100     |                                      | 479 639 | 100   | 50    |
|                                     |                               |                      |                   |         |         |                                      |         |       |       |
| Fonte: Ministero dell'interno       |                               |                      |                   |         |         |                                      |         |       |       |

### Carmagnola
| Candidati                            | Candidati              | II turno             | II turno      | I turno | I turno | Liste                   | Voti   | %     | Seggi |
| Candidati                            | Candidati              | Voti                 | %             | Voti    | %       | Liste                   | Voti   | %     | Seggi |
| ------------------------------------ | ---------------------- | -------------------- | ------------- | ------- | ------- | ----------------------- | ------ | ----- | ----- |
|                                      | Angelo Elia ✔️ Sindaco | 7 935                | 50,42         | 7 873   | 45,95   | Democratici di Sinistra | 1 781  | 13,84 | 4     |
| Lista per Elia                       | Angelo Elia ✔️ Sindaco | 7 935                | 50,42         | 7 873   | 45,95   | 1 436                   | 11,16  | 3     |       |
| Carmagnola Viva                      | Angelo Elia ✔️ Sindaco | 7 935                | 50,42         | 7 873   | 45,95   | 1 111                   | 8,63   | 2     |       |
| Partito della Rifondazione Comunista | Angelo Elia ✔️ Sindaco | 7 935                | 50,42         | 7 873   | 45,95   | 542                     | 4,21   | 1     |       |
| Il Girasole                          | Angelo Elia ✔️ Sindaco | 7 935                | 50,42         | 7 873   | 45,95   | 443                     | 3,44   | –     |       |
| UDEUR                                | Angelo Elia ✔️ Sindaco | 7 935                | 50,42         | 7 873   | 45,95   | 317                     | 2,46   | –     |       |
|                                      | Felice Giraudo         | 7 802                | 49,58         | 8 286   | 48,36   | Forza Italia            | 3 150  | 24,48 | 6     |
| Centro Cristiano Democratico         | Felice Giraudo         | 7 802                | 49,58         | 8 286   | 48,36   | 959                     | 7,45   | 1     |       |
| Alleanza Nazionale                   | Felice Giraudo         | 7 802                | 49,58         | 8 286   | 48,36   | 852                     | 6,62   | 1     |       |
| Democratici Cristiani per Carmagnola | Felice Giraudo         | 7 802                | 49,58         | 8 286   | 48,36   | 733                     | 5,70   | 1     |       |
| Lega Nord                            | Felice Giraudo         | 7 802                | 49,58         | 8 286   | 48,36   | 456                     | 3,54   | –     |       |
| Popolari Europei                     | Felice Giraudo         | 7 802                | 49,58         | 8 286   | 48,36   | 450                     | 3,50   | –     |       |
| Seggio di coalizione                 | Seggio di coalizione   | Seggio di coalizione | 49,58         | 8 286   | 48,36   | 1                       |        |       |       |
|                                      | Fabio Caratto          | Fabio Caratto        | Fabio Caratto | 698     | 4,07    | Futurcittà (A)          | 423    | 3,29  | –     |
|                                      | Mario Viscovo          | Mario Viscovo        | Mario Viscovo | 276     | 1,61    | Italia dei Valori (B)   | 215    | 1,67  | –     |
| Totale                               | Totale                 | 15 737               | 100           | 17 133  | 100     |                         | 12 868 | 100   | 20    |
|                                      |                        |                      |               |         |         |                         |        |       |       |
| Fonte: Ministero dell'interno        |                        |                      |               |         |         |                         |        |       |       |

### Cirié
|                                      | Luigi Chiappero      | 7 087                | 55,61 | Cirié Viva                           | 2 432 | 24,88 | 6  |  |  |
| Democratici di Sinistra              | Luigi Chiappero      | 7 087                | 55,61 | 1 691                                | 17,30 | 4     |    |  |  |
| Federazione dei Verdi - Indipendenti | Luigi Chiappero      | 7 087                | 55,61 | 450                                  | 4,60  | 1     |    |  |  |
| Socialisti Democratici Italiani      | Luigi Chiappero      | 7 087                | 55,61 | 367                                  | 3,75  | 1     |    |  |  |
| Partito dei Comunisti Italiani       | Luigi Chiappero      | 7 087                | 55,61 | 301                                  | 3,08  | –     |    |  |  |
|                                      | Giuseppe Garrone     | 5 175                | 40,60 | Forza Italia - CCD - CDU             | 2 297 | 23,50 | 4  |  |  |
| Lega Nord                            | Giuseppe Garrone     | 5 175                | 40,60 | 1 093                                | 11,18 | 2     |    |  |  |
| Alleanza Nazionale                   | Giuseppe Garrone     | 5 175                | 40,60 | 595                                  | 6,09  | 1     |    |  |  |
| Nuovo PSI                            | Giuseppe Garrone     | 5 175                | 40,60 | 147                                  | 1,50  | –     |    |  |  |
| Seggio di coalizione                 | Seggio di coalizione | Seggio di coalizione | 40,60 | 1                                    |       |       |    |  |  |
|                                      | Lorenzo Valle        | 483                  | 3,79  | Partito della Rifondazione Comunista | 401   | 4,10  | –  |  |  |
| Totale                               | Totale               | 12 745               | 100   |                                      | 9 774 | 100   | 20 |  |  |
|                                      |                      |                      |       |                                      |       |       |    |  |  |
| Fonte: Ministero dell'interno        |                      |                      |       |                                      |       |       |    |  |  |

### Pinerolo
|                                      | Alberto Barbero ✔️ Sindaco | 12 651               | 54,14 | La Margherita                | 4 009  | 21,55 | 8  |  |  |
| Democratici di Sinistra              | Alberto Barbero ✔️ Sindaco | 12 651               | 54,14 | 3 315                        | 17,82  | 7     |    |  |  |
| Partito della Rifondazione Comunista | Alberto Barbero ✔️ Sindaco | 12 651               | 54,14 | 1 322                        | 7,11   | 2     |    |  |  |
| Progetto Pinerolo                    | Alberto Barbero ✔️ Sindaco | 12 651               | 54,14 | 821                          | 4,41   | 1     |    |  |  |
|                                      | Maria Cristina Maurino     | 7 715                | 33,01 | Forza Italia                 | 5 306  | 28,52 | 8  |  |  |
| Lega Nord                            | Maria Cristina Maurino     | 7 715                | 33,01 | 681                          | 3,66   | 1     |    |  |  |
| Pinerolo Futuro                      | Maria Cristina Maurino     | 7 715                | 33,01 | 528                          | 2,84   | –     |    |  |  |
| Libera Città                         | Maria Cristina Maurino     | 7 715                | 33,01 | 206                          | 1,11   | –     |    |  |  |
| Seggio di coalizione                 | Seggio di coalizione       | Seggio di coalizione | 33,01 | 1                            |        |       |    |  |  |
|                                      | Davino Fazia               | 1 278                | 5,47  | Alleanza Nazionale           | 1 077  | 5,79  | –  |  |  |
| Seggio di coalizione                 | Seggio di coalizione       | Seggio di coalizione | 5,47  | 1                            |        |       |    |  |  |
|                                      | Tullio Cirri               | 1 234                | 5,28  | Centro Liberale per Pinerolo | 935    | 5,03  | –  |  |  |
| Seggio di coalizione                 | Seggio di coalizione       | Seggio di coalizione | 5,28  | 1                            |        |       |    |  |  |
|                                      | Giovanni Nebbia            | 491                  | 2,10  | Italia dei Valori            | 404    | 2,17  | –  |  |  |
| Totale                               | Totale                     | 23 369               | 100   |                              | 18 604 | 100   | 30 |  |  |
|                                      |                            |                      |       |                              |        |       |    |  |  |
| Fonte: Ministero dell'interno        |                            |                      |       |                              |        |       |    |  |  |

### San Mauro Torinese
| Candidati                            | Candidati                   | II turno             | II turno        | I turno | I turno | Liste                   | Voti   | %     | Seggi |
| Candidati                            | Candidati                   | Voti                 | %               | Voti    | %       | Liste                   | Voti   | %     | Seggi |
| ------------------------------------ | --------------------------- | -------------------- | --------------- | ------- | ------- | ----------------------- | ------ | ----- | ----- |
|                                      | Giacomo Coggiola ✔️ Sindaco | 6 113                | 54,78           | 5 942   | 45,89   | Forza Italia            | 2 537  | 24,50 | 7     |
| San Mauro Domani                     | Giacomo Coggiola ✔️ Sindaco | 6 113                | 54,78           | 5 942   | 45,89   | 1 049                   | 10,13  | 3     |       |
| Alleanza Nazionale                   | Giacomo Coggiola ✔️ Sindaco | 6 113                | 54,78           | 5 942   | 45,89   | 930                     | 8,98   | 2     |       |
| Lega Nord                            | Giacomo Coggiola ✔️ Sindaco | 6 113                | 54,78           | 5 942   | 45,89   | 265                     | 2,56   | –     |       |
|                                      | Maria Cuculo                | 5 046                | 45,22           | 5 003   | 38,64   | Democratici di Sinistra | 2 028  | 19,59 | 4     |
| La Margherita                        | Maria Cuculo                | 5 046                | 45,22           | 5 003   | 38,64   | 624                     | 6,03   | 1     |       |
| Partito della Rifondazione Comunista | Maria Cuculo                | 5 046                | 45,22           | 5 003   | 38,64   | 590                     | 5,70   | 1     |       |
| FdV - Alleanza San Mauro             | Maria Cuculo                | 5 046                | 45,22           | 5 003   | 38,64   | 283                     | 2,73   | –     |       |
| Socialisti Democratici Italiani      | Maria Cuculo                | 5 046                | 45,22           | 5 003   | 38,64   | 272                     | 2,63   | –     |       |
| Partito dei Comunisti Italiani       | Maria Cuculo                | 5 046                | 45,22           | 5 003   | 38,64   | 162                     | 1,56   | –     |       |
| Seggio di coalizione                 | Seggio di coalizione        | Seggio di coalizione | 45,22           | 5 003   | 38,64   | 1                       |        |       |       |
|                                      | Roberto Olivero             | Roberto Olivero      | Roberto Olivero | 980     | 7,57    | CCD - CDU               | 830    | 8,02  | –     |
| Seggio di coalizione                 | Seggio di coalizione        | Seggio di coalizione | Roberto Olivero | 980     | 7,57    | 1                       |        |       |       |
|                                      | Secondo Baldin              | Secondo Baldin       | Secondo Baldin  | 577     | 4,46    | Esserci per San Mauro   | 402    | 3,88  | –     |
|                                      | Ugo Repetto                 | Ugo Repetto          | Ugo Repetto     | 445     | 3,44    | Italia dei Valori       | 381    | 3,68  | –     |
| Totale                               | Totale                      | 11 159               | 100             | 12 947  | 100     |                         | 10 353 | 100   | 20    |
|                                      |                             |                      |                 |         |         |                         |        |       |       |
| Fonte: Ministero dell'interno        |                             |                      |                 |         |         |                         |        |       |       |

## Novara

### Novara
|                                                 | Massimo Giordano ✔️ Sindaco | 34 155               | 50,76 | Forza Italia                         | 17 376 | 32,12 | 16 |  |  |
| Alleanza Nazionale                              | Massimo Giordano ✔️ Sindaco | 34 155               | 50,76 | 6 229                                | 11,51  | 5     |    |  |  |
| Lega Nord                                       | Massimo Giordano ✔️ Sindaco | 34 155               | 50,76 | 2 267                                | 4,19   | 2     |    |  |  |
| CCD - CDU                                       | Massimo Giordano ✔️ Sindaco | 34 155               | 50,76 | 1 812                                | 3,35   | 1     |    |  |  |
| Nuovo PSI                                       | Massimo Giordano ✔️ Sindaco | 34 155               | 50,76 | 433                                  | 0,80   | –     |    |  |  |
| Lista Anna Uberti                               | Massimo Giordano ✔️ Sindaco | 34 155               | 50,76 | 188                                  | 0,35   | –     |    |  |  |
|                                                 | Antonio Malerba             | 20 083               | 29,85 | Democratici di Sinistra              | 10 147 | 18,76 | 7  |  |  |
| La Margherita - Socialisti Democratici Italiani | Antonio Malerba             | 20 083               | 29,85 | 4 074                                | 7,53   | 3     |    |  |  |
| Partito dei Comunisti Italiani - Lista Civica   | Antonio Malerba             | 20 083               | 29,85 | 639                                  | 1,18   | –     |    |  |  |
| Seggio di coalizione                            | Seggio di coalizione        | Seggio di coalizione | 29,85 | 1                                    |        |       |    |  |  |
|                                                 | Enrico Nerviani             | 5 269                | 7,83  | Città Nuova                          | 4 154  | 7,68  | 2  |  |  |
| Seggio di coalizione                            | Seggio di coalizione        | Seggio di coalizione | 7,83  | 1                                    |        |       |    |  |  |
|                                                 | Bruno Lattanzi              | 3 741                | 5,56  | Partito della Rifondazione Comunista | 3 296  | 6,09  | 1  |  |  |
| Seggio di coalizione                            | Seggio di coalizione        | Seggio di coalizione | 5,56  | 1                                    |        |       |    |  |  |
|                                                 | Gian Battista Ronza         | 1 738                | 2,58  | Italia dei Valori                    | 1 541  | 2,85  | –  |  |  |
|                                                 | Alberto Pacelli             | 1 701                | 2,53  | Idee per Novara                      | 1 390  | 2,57  | –  |  |  |
|                                                 | Giancarlo Travagin          | 602                  | 0,89  | Rinascita della Democrazia Cristiana | 552    | 1,02  | –  |  |  |
| Totale                                          | Totale                      | 67 289               | 100   |                                      | 54 098 | 100   | 40 |  |  |
|                                                 |                             |                      |       |                                      |        |       |    |  |  |
| Fonte: Ministero dell'interno                   |                             |                      |       |                                      |        |       |    |  |  |

## Piccoli comuni

### Arquata Scrivia
|                               | Maria Grazia Morando ✔️ Sindaco | 2 618 | 62,68 | Lista Civica (DS-DL-PRC) | 2 618 | 62,68 | 11 |  |  |
|                               | Giovanni Botta                  | 1 559 | 37,32 | Lista Civica (FI-AN-LN)  | 1 559 | 37,32 | 5  |  |  |
| Totale                        | Totale                          | 4 177 | 100   |                          | 4 177 | 100   | 16 |  |  |
|                               |                                 |       |       |                          |       |       |    |  |  |
| Schede bianche                | Schede bianche                  | 112   | 2,54  |                          |       |       |    |  |  |
| Schede nulle                  | Schede nulle                    | 229   | 5,20  |                          |       |       |    |  |  |
| Votanti                       | Votanti                         | 4 406 | 84,83 |                          |       |       |    |  |  |
| Elettori                      | Elettori                        | 5 194 |       |                          |       |       |    |  |  |
|                               |                                 |       |       |                          |       |       |    |  |  |
| Fonte: Ministero dell'interno |                                 |       |       |                          |       |       |    |  |  |